# Bolsa Electrónica de Chile
La Bolsa Electrónica de Chile (BEC) es un centro de transacciones bursátiles chileno, el segundo en importancia del país andino detrás de la Bolsa de Comercio de Santiago. Su actual presidente es Fernando Cañas Berkowitz y su gerente general es Juan Carlos Spencer.

## Historia
Comenzó sus operaciones en noviembre de 1989, transformándose en la primera institución en toda Latinoamérica en implementar un sistema electrónico de transacciones en tiempo real.[cita requerida]
Ubicada en pleno centro de Santiago, a fines del 2011 estableció una alianza estratégica con la bolsa norteamericana NASDAQ, lo que le permitió incorporar los sistemas transaccionales de esta última bolsa dentro de su abanico de sistemas de negociación. Gracias a ello, la Bolsa Electrónica de Chile cuenta en la actualidad con el software de negociación más rápido y eficiente del mercado bursátil chileno.[cita requerida]
Por otra parte, debe destacarse también la relación estratégica que existe entre la Bolsa Electrónica de Chile y la empresa SIF ICAP (esta última producto de la asociación entre la Bolsa Mexicana de Valores y el broker norteamericano ICAP). Gracias a este vínculo, la Bolsa Electrónica de Chile ofrece a las instituciones financieras más importantes de Chile la posibilidad de negociar moneda extranjera a través del sistema denominado Datatec. Cabe destacar que, en particular en el caso del mercado de dólar spot, las operaciones que se realizan a través de Datatec representan más del 95% del total transado en el mercado chileno.  
En términos de servicios a los inversionistas, la Bolsa Electrónica de Chile se ha caracterizado desde sus inicios por entregar herramientas de información con tecnología de punta. Concretamente, fue la primera bolsa chilena en utilizar activamente las redes sociales, lo que le ha permitido a todos nuestros seguidores recibir información económica, financiera y bursátil en forma oportuna. Por otra parte, esta bolsa fue también la primera en tener presencia a través de aplicaciones móviles, entregando siempre información en tiempo real a través de las distintas plataformas existentes.    
En mayo de 2017 la Bolsa Electrónica de Chile (BEC), Bolsa Electrónica de Valores de Uruguay (BEVSA) y Mercado Abierto Electrónico de Argentina (MAE), 3 centros bursátiles a nivel regional, firmaron un acuerdo programático con el objeto de alcanzar la interconexión entre dichas plazas bursátiles. En una primera etapa, la interconexión será informativa, es decir, las plazas compartirán información de sus mercados en tiempo real, incluyendo el precio de las distintas especies negociadas en esos países, así como la cotización del dólar y de otros instrumentos financieros. El fin último perseguido con esta iniciativa es lograr que se puedan transar distintos instrumentos financieros en tiempo real y de manera directa entre estos 3 países. 
A inicios de 2024, BEC es:
- Afiliada a la Federación Mundial de Bolsas (WFE)[4]
- Miembro de la Federación Iberoamericana de Bolsas (FIAB)[1]

## Servicios
Los servicios de la BEC se organizan en 3 verticales:
- Bolsa de valores: compra y venta de acciones y otros productos financieros como renta fija.
- Moneda extranjera: para productos vinculados al dólar (spot, forward, derivados y opciones).
- Bolsa de productos: plataforma regulada para activos alternativos (facturas, mutuos y otros).